# Bahnhof Meidling metróállomás
Bahnhof Meidling egy metróállomás Bécsben a bécsi metró U6-os vonalán, Meidling vasútállomás nyugati végénél.

## Szomszédos állomások
A metróállomáshoz az alábbi állomások vannak a legközelebb:
- Niederhofstraße
- Tscherttegasse

## Átszállási kapcsolatok
| U6 (Floridsdorf ↔ Siebenhirten) |                                                                                 |                            |
| Állomás                         | Átszállási kapcsolatok                                                          | Fontosabb létesítmények    |
| Bahnhof Meidling                | S1 , S2 , S3 , S4 , S60 , S80 Wiener Lokalbahn 62 7A, 7B, 8A, 9A, 15A, 59A, 62A | Wien Meidling vasútállomás |